# Dustz
Dustz est un groupe de musique rock masculin japonais dont le leader est l'acteur franco-japonais Ray Fujita (en). Le groupe a notamment atteint une certaine notoriété en interprétant les génériques de Sengoku Basara: Samurai Kings (en), Blood-C (en), 
et plus récemment Zero: Black Blood (en).

## Historique
Ray, GUS et KenT se sont rencontrés à l'école Franco-Japonaise de Tokyo et sont amis depuis la primaire. Ray propose de former un groupe à l'âge de 17 ans au lycée. Jouant en concerts avec un batteur occasionnel, Naoki Kawano les rejoint en avril 2007. Ceci marque officiellement la naissance de Dustz.
Ils participent à de nombreux concerts et font des live solo à Osaka et Tokyo en été 2008.
En automne 2008, ils participent au "MINAMI WHEEL". Dustz organisent régulièrement leurs événements "L&P" (Love & Peace).
Après deux singles sur le label indépendant Be On Key Records, le groupe signe en mars 2009 sur le label Epic Records de Sony Music Entertainment. Leur premier single "major" est utilisé comme générique de fin de la série anime Sengoku Basara: Samurai Kings (en) qui débute en avril 2009 au Japon, et se classe 56e à l'Oricon. 
Il donne un premier concert en France lors de la fête de la musique le dimanche 21 juin 2009 à Châtelet, Paris,.

## Membres

### Membres actuels
"Takuto" (Ray Fujita (en))
Instrument : voix
Naissance : 6 septembre 1988
Il est également auteur-compositeur.
GUS (Austin Tomoya Kôrogi)
Instrument : guitare basse
Naissance : 22 août 1988
Kohei (Kohei Ebata)
Instrument : Guitare
Koji Shiouchi
Rôle : DJ

### Ancien membres
Naoki (Naoki Kawano (en))
Instrument : batterie
Naissance : 22 février 1982
Acteur et a joué dans plusieurs séries japonaises.
KenT
Instrument : guitare
Naissance : 5 septembre 1988
NZM (Nozomu Kawai)
Instrument : guitare
80 (Etienne)
Instrument : guitare

## Discographie

### Album
- 14 déc. 2011 : Trois [7]

### Singles
- 2008 : 「Future」 (chez Be On Key Records)
Générique de fin de Moyamoya-sama~zu 2 (ja)
- 2009 : 「Lapis Lazuli」 (chez Be On Key Records)
- 2009 : 「Break & Peace」 (chez Epic Records Japan)
1er générique de fin de Sengoku Basara: Samurai Kings (en)
- 2009 : 「Brilliant Day」 (Epic Records Japan)
Insert song du drama Oretachi wa tenshi da! NO ANGEL NO LUCK
- 2011 : 「Criez」 (Epic Records Japan)
- 2011 : 「spiral」 (Epic Records Japan)
Générique de début de Blood-C (en)
- 2014 :「S#0」 (chez Dolce Star Records)
Générique de fin de Zero: Black Blood (en)